# Erdnussflips

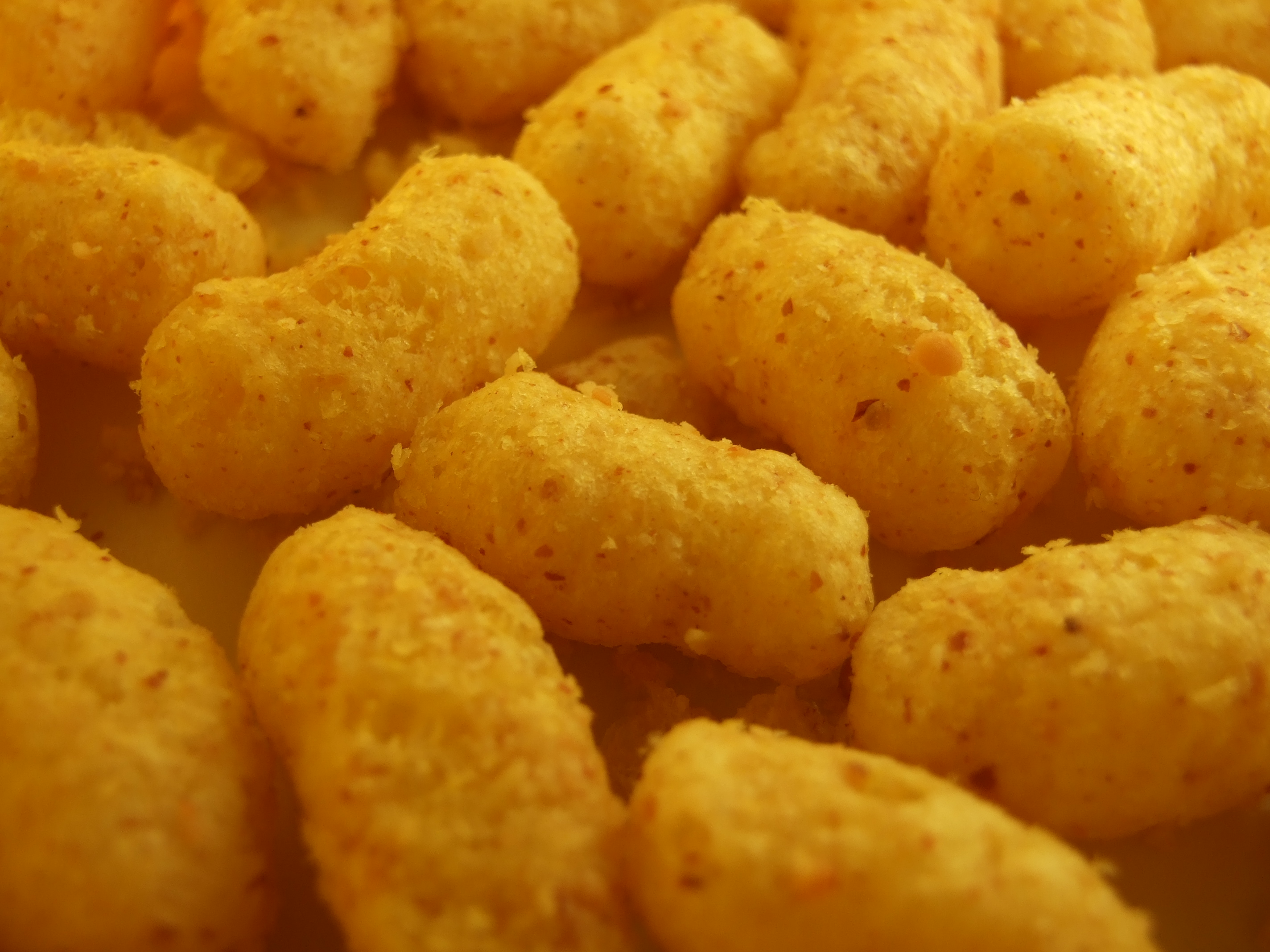
Erdnussflips

Erdnussflips (auch Erdnusslocken) sind ein Snack aus Maisgrieß mit Erdnussgeschmack, bei einem Erdnussanteil von maximal 33 Prozent.
Der physiologische Brennwert beträgt ca. 1577–2987 kJ/100 g (377–499 kcal/100 g) – etwa wie Schokolade.

## Herstellung
Die Flips entstehen, indem Maismehl in einem Extruder unter starken Druck gesetzt wird, bis es heiß wird. Dabei verdichtet es sich, ähnlich wie Metalle beim Sintern. Dann wird es durch eine Matrize gepresst, es entsteht ein Endlosstrang, der durch ein rotierendes Messer abgeschnitten wird, und die Flipform entsteht. Durch den hohen Druck kann sich das Maismehl beim Austreten aus der Matrize schnell ausdehnen, jedoch so, dass es trotzdem zusammenbackt. Dadurch entsteht die luftige Beschaffenheit. Anschließend werden die „Rohflips“ mit einer Masse aus Fett (Sonnenblumenöl, Palmöl, Kokosfett), gemahlenen Erdnüssen, Gewürzen und Salz dragiert, die ihnen den Geschmack gibt.

## Nährwerttabelle für Erdnussflips
| je 100 g                        |             |
| ------------------------------- | ----------- |
| Energie (kJ)                    | 1.570–2.090 |
| Energie (kcal)                  | 377–499     |
| Fett (g)                        | 1,8–25      |
| davon gesättigte Fettsäuren (g) | 0,3–3,0     |
| Kohlenhydrate (g)               | 52,0–81,2   |
| davon Zucker (g)                | 1,0–2,3     |
| Ballaststoffe (g)               | k. A. – 4,9 |
| Eiweiß (g)                      | 6,7–14,0    |
| Salz (g)                        | 0,01–2,0    |
| Quelle:                         |             |

## Lagerung
Flips sollten kühl, dunkel und trocken gelagert werden. Große Temperaturschwankungen während der Lagerung begünstigen die schnelle Alterung des Produktes. Einmal geöffnet kann eine Flipstüte nicht lange gelagert werden, da die Flips Feuchtigkeit aus der Umgebungsluft ziehen. Die erste Verfallserscheinung von überlagerten Flips ist das Ranzigwerden des enthaltenen Fetts unter Einfluss des Luftsauerstoffes.

## Geschichte
In Deutschland z. B. wurden Flips 1963 vom Unternehmen Bahlsen eingeführt. In der DDR waren sie ab 1969 erhältlich.
In den Vereinigten Staaten werden Maissnacks (englisch cheese puffs), die sich von Flips deutscher Machart sonst kaum unterscheiden, nicht mit Erdnüssen, sondern mit Käse aromatisiert. In Japan werden die Flips mit Zucker und Aromamischungen als Süßigkeit verkauft. 
Ein Land, in dem es ein ähnliches Produkt gibt, ist Israel. Dort wurde ebenfalls im Jahr 1964 vom Unternehmen Osem ein Maissnack mit dem Markennamen Bamba eingeführt, der mit Erdnussbutter aromatisiert wird.